# Clossiana labradorensis
Clossiana labradorensis är en fjärilsart som beskrevs av Gunder 1928. Clossiana labradorensis ingår i släktet Clossiana och familjen praktfjärilar. Inga underarter finns listade i Catalogue of Life.